# Állampárt
Az állampárt az adott országban kizárólagosan birtokolja a hatalmat. Egyeduralmi rendszert épít ki, amely kizár az állampárton kívüli pártokat, szervezeteket és intézményeket a hatalom birtoklásából.
A párton belül hatalmi harcok, különböző érdekcsoportok lehetnek, de ezek nem képviselnek az állampártétól eltérő álláspontot.
Az állampárt vezetői, szervei közvetlenül birtokolják a közhatalmi jogosítványokat, az állami tisztségeket. A párt és állami tisztségek, szervezetek szorosan összefonódnak.